# Francesca Peppucci
Francesca Peppucci (Todi, 2 giugno 1993) è una politica italiana, europarlamentare nella X legislatura.

## Biografia
Nel 2016 ha conseguito la laurea triennale in economia aziendale presso l'Università degli Studi di Perugia e ha poi iniziato gli studi magistrali presso lo stesso ateneo. Ebbe il suo primo approccio con la politica all'interno della Lega Nord. Nel 2017 è diventata presidente del gruppo consigliare comunale del suo partito a Todi e ha supportato il gruppo consigliare regionale nel Consiglio regionale dell'Umbria.
Nel 2019 si è candidata senza successo al Parlamento europeo. Nello stesso anno viene eletta consigliere regionale dell'Umbria. Nel 2022 ha lasciato il suo partito, aderendo successivamente a Forza Italia. Nell'aprile 2023 ha assunto il mandato vacante di europarlamentare nella IX legislatura.